# Clemton Park
Clemton Park är en stadsdel i Sydney i Australien. Den ligger i kommunen Canterbury Bankstown och delstaten New South Wales, i den sydöstra delen av landet, omkring 14 kilometer sydväst om centrala Sydney. Antalet invånare är 1 565.